# San Antonio Silver Stars 2013
La stagione 2013 delle San Antonio Silver Stars fu la 17ª nella WNBA per la franchigia.
Le San Antonio Silver Stars arrivarono quinte nella Western Conference con un record di 12-22, non qualificandosi per i play-off.

## Roster
| N° | Naz.                   | Ruolo | Sportivo             | Anno | Alt. | Peso |
| -- | ---------------------- | ----- | -------------------- | ---- | ---- | ---- |
| 0  | Stati Uniti (bandiera) | G     | Davellyn Whyte       | 1991 | 180  | 72   |
| 1  | Stati Uniti (bandiera) | G     | Chelsea Hopkins      | 1990 | 173  | 63   |
| 1  | Stati Uniti (bandiera) | A     | DeLisha Milton-Jones | 1974 | 185  | 84   |
| 2  | Stati Uniti (bandiera) | GA    | Julie Wojta          | 1989 | 183  | 79   |
| 6  | Stati Uniti (bandiera) | A     | Cathrine Kraayeveld  | 1981 | 191  | 83   |
| 7  | Stati Uniti (bandiera) | G     | Jia Perkins          | 1982 | 173  | 70   |
| 11 | Stati Uniti (bandiera) | C     | Chante Black         | 1985 | 196  | 85   |
| 13 | Stati Uniti (bandiera) | G     | Danielle Robinson    | 1989 | 175  | 57   |
| 20 | Stati Uniti (bandiera) | A     | Shameka Christon     | 1982 | 185  | 77   |
| 23 | Stati Uniti (bandiera) | AC    | Danielle Adams       | 1989 | 185  | 108  |
| 25 | Stati Uniti (bandiera) | G     | Becky Hammon         | 1977 | 168  | 62   |
| 30 | Stati Uniti (bandiera) | A     | Chelsea Poppens      | 1991 | 188  |      |
| 32 | Stati Uniti (bandiera) | C     | Jayne Appel          | 1988 | 193  | 95   |
| 40 | Canada (bandiera)      | C     | Kayla Alexander      | 1991 | 193  | 88   |
| 42 | Stati Uniti (bandiera) | G     | Shenise Johnson      | 1990 | 180  | 74   |

## Staff tecnico
- Allenatore: Dan Hughes
- Vice-allenatori: Vickie Johnson, James Wade
- Preparatore atletico: Tonya Holley
- Preparatore fisico: Chrissy Stragisher